# Быховская волость (Севский уезд)
Быховская волость — административно-территориальная единица в составе Севского уезда.
Административный центр — село Быхово.
Волость была образована в ходе реформы 1861 года; объединяла 5 населённых пунктов.
В 1880-х годах Быховская волость была упразднена, а её территория вошла в Радогощскую волость.
Ныне вся территория бывшей Быховской волости входит в Комаричский район Брянской области.